# Mudéjar torony (Cali)
A kolumbiai Cali városában található, 1772-ben épült mudéjar torony az Új-Granada területén található legjelentősebb késő mudéjar műemlék. A mellette álló, néhány évvel korábban épült kápolna harangtornyaként szolgál.

## Története
Valószínű, hogy a tornyot egy, a spanyol hatóságok elől Dél-Amerikába menekülő mór építész építette cserébe azért, hogy menedéket lelhetett a cali Szent Ferenc-kolostorban. A Pedro névre átkeresztelt arab által vezetett építkezés 1772-ben fejeződött be. A legenda szerint olyan harangja volt, amelynek hangját tíz kilométeres sugarú körben lehetett hallani, ám ezt a harangot egy szerzetes megrongálta, és amikor újat öntöttek helyette, már soha többé nem szólt olyan hangosan, mint korábban. A 19. század végén a város székesegyházának harangtornyát elpusztította egy földrengés, de a mudéjar torony nem dőlt össze.

## Képek

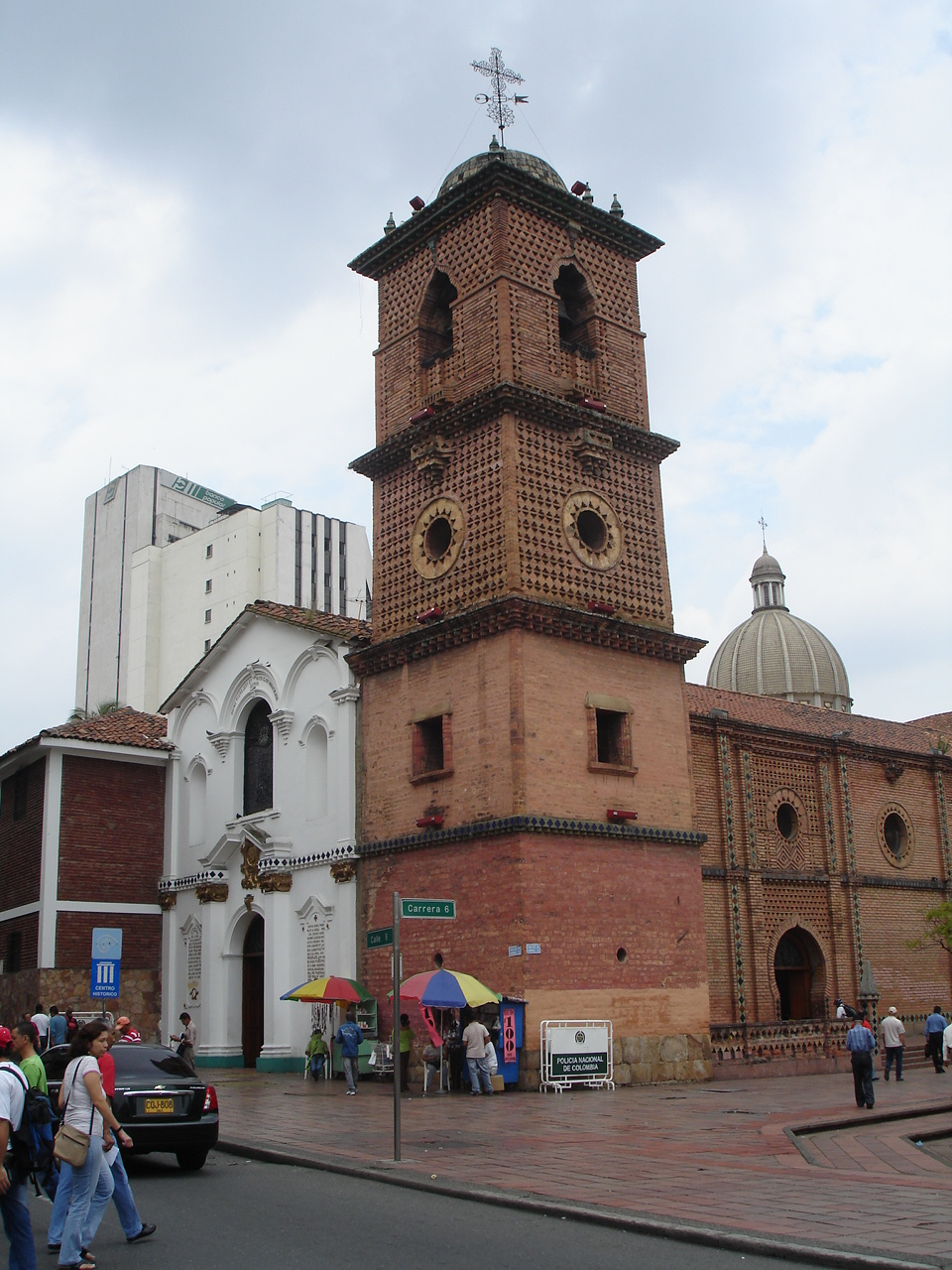
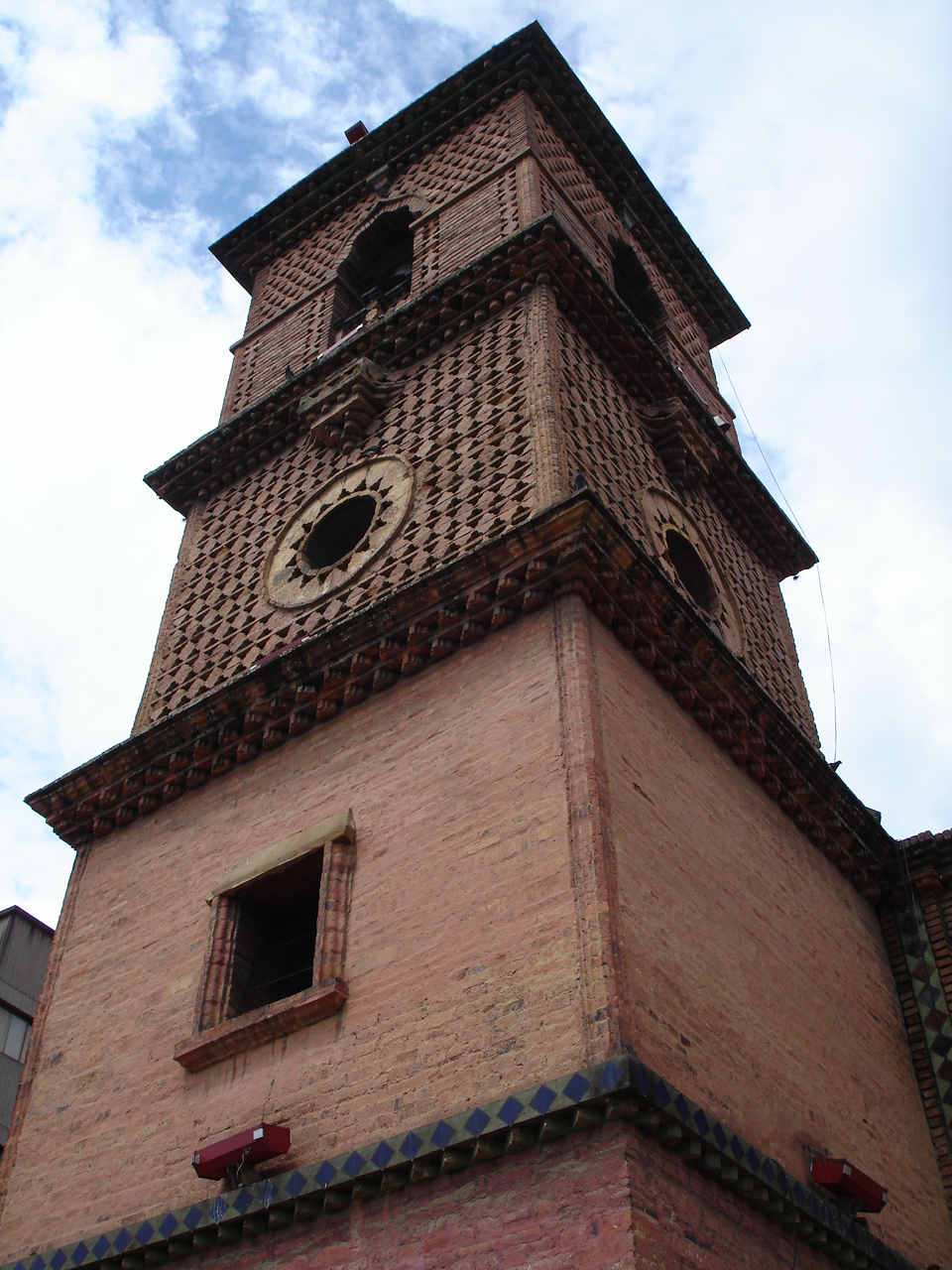
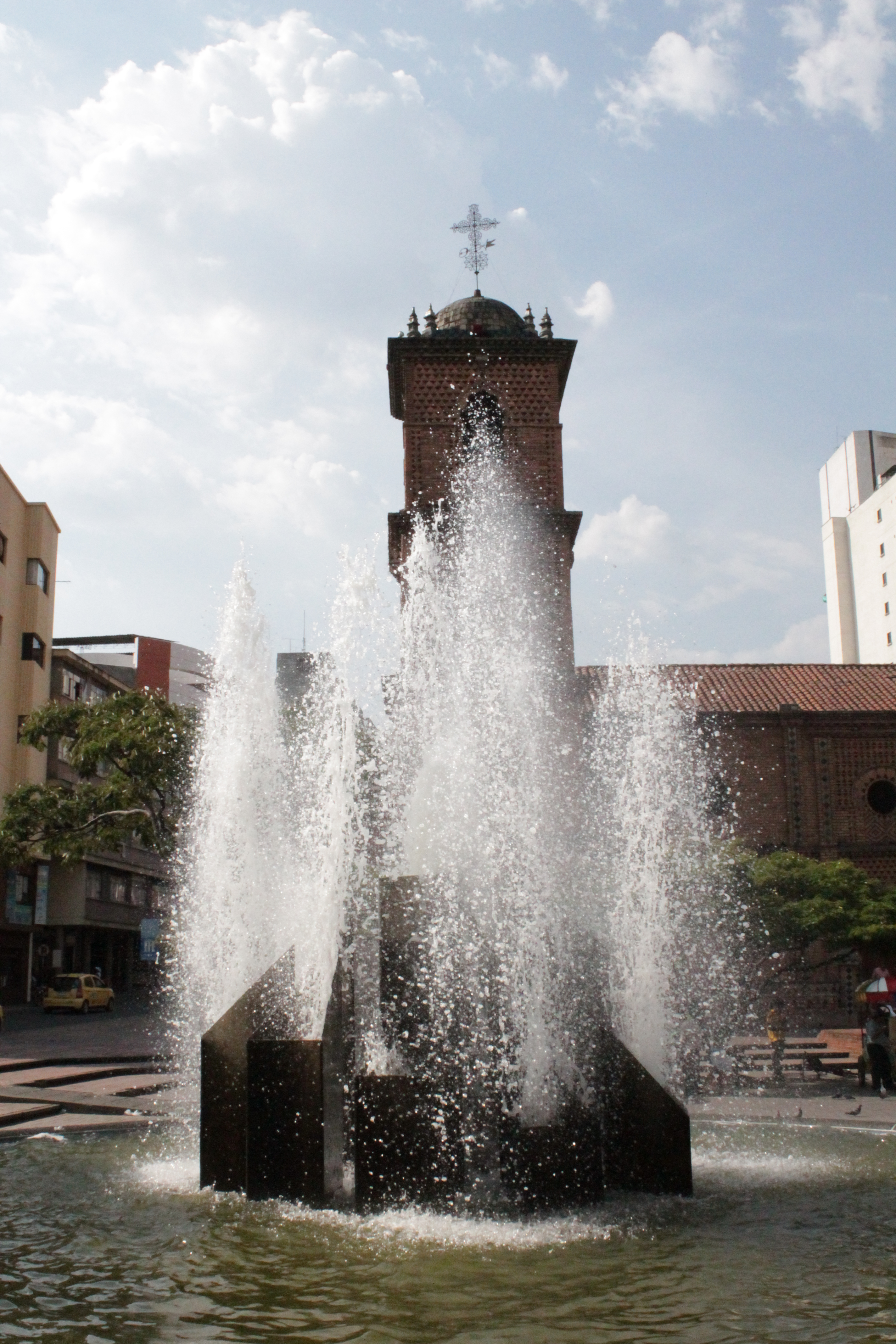
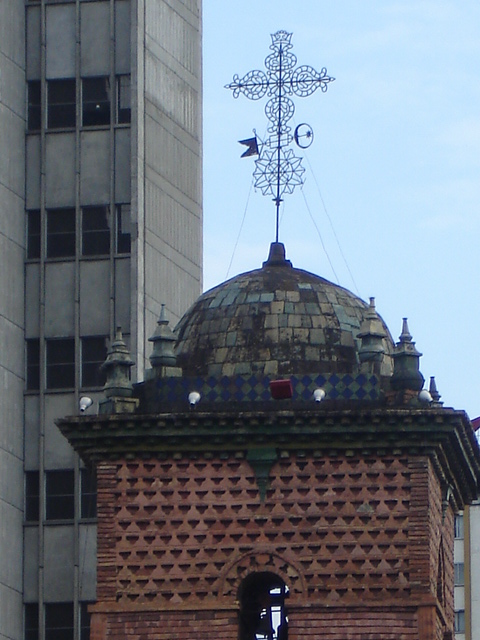

## Az épület
A 23 méter magas torony Cali nyugati részén, a történelmi belvárosban található a Calle 9 és Carrera 6 utcák kereszteződésében, a Szent Ferenc-templom délnyugati sarkán. Négy szintjének más-más díszítése van, legjellegzetesebb a felső két szint, ahol trapéz alapú hasáb alakúra vágott téglákból geometrikus, a keleti szőnyegek mintájára emlékeztető felületet alakítottak ki. A kupola, amelynek tetején egy kovácsoltvasból készült kereszt áll, zománcos csempékkel van fedve.